# Selaginella prolifera
Selaginella prolifera är en mosslummerväxtart som beskrevs av Valdespino. Selaginella prolifera ingår i släktet mosslumrar, och familjen mosslummerväxter. Inga underarter finns listade i Catalogue of Life.